# ناوچه کلاس پوتی
ناوچه کلاس پوتی (به انگلیسی: Poti-class corvette) یک کلاس از کشتی است که طول آن ۵۹٫۴ متر (۱۹۵ فوت) می‌باشد.